# Undercoveroperatie
Een undercoveroperatie is een door politieagenten, detectives, militairen, of andere groeperingen of personen uitgevoerde operatie, waarbij een of meer van hen, of een of meer met hen samenwerkende personen, infiltranten, zich voordoen als iemand anders, met andere motieven. Inzet van een lokpersoon valt hier ook onder.
Hoofddoel is vaak om een of meerdere misdadigers te ontmaskeren en te (laten) arresteren, meestal tijdens het begaan van een misdaad, maar ook wel na het bekennen van een eerder misdrijf.
Een dergelijke operatie wordt meestal uitgevoerd door een groep aansturende personen, meestal officieren of commissarissen, die een vermomde infiltrant instructies geeft tijdens de operatie, door middel van een verborgen headset. De infiltrant doet zich veelal voor als een potentieel koper van illegale goederen, zoals auto's of drugs. Tijdens de operatie probeert de infiltrant zo veel mogelijk bewijsmateriaal te verzamelen, door bijvoorbeeld intimiderende vragen te stellen. Kinderen worden ook vaak gebruikt bij undercoveroperaties, bijvoorbeeld om volwassenen te overtuigen om drank, sigaretten of drugs voor ze te halen. 
Undercoveroperaties worden regelmatig uitgevoerd in de Verenigde Staten, terwijl ze in sommige landen verboden zijn, zoals in Zweden. 

## Andere voorbeelden
- Het openbaar maken van een kwetsbare computer, om informatie te verzamelen over hackers.
- Zich voordoen als potentieel koper van illegale drugs, kinderporno of andere illegale goederen, om de leverancier op te pakken.
- Het leveren van (niet-werkende) explosieven om een terrorist op te pakken.
- Zich voordoen als kind in een chatroom om iemand die met een vermeend persoon met een te jonge leeftijd een seksafspraak maakt te ontmaskeren en/of op te (laten) pakken.
- Als vrouwelijke agente langs de weg staan en zich voordoen als prostituee, om "klanten" op te pakken.

## Cultuur
Undercoveroperaties worden tegenwoordig veel gebruikt voor televisieprogramma's of films. Hier werken echter geen officiële instanties, zoals politie of het leger, aan mee. The Sting, uit 1973, wordt gezien als de eerste film waarin een undercoveroperatie wordt gebruikt. Robert Redford en Paul Newman, de twee hoofdrolspelers, pakken hierin een maffiabaas op. Tegenwoordig bestaan er programma's die volledig gericht zijn op undercoveroperaties, zoals Punk'd van Ashton Kutcher en Undercover in Nederland van Alberto Stegeman. 